# Gültz
Gültz település Németországban, Mecklenburg-Elő-Pomeránia tartományban. Lakosainak száma 529 fő (2023. december 31.).

## Népesség
A település népességének változása:
| Lakosok száma | 515  | 509  | 533  | 540  | 529  |
|               | 2017 | 2019 | 2021 | 2022 | 2023 |